# Dichromia trigonalis
Dichromia trigonalis là một loài bướm đêm trong họ Erebidae.